# Кречунешть (Муреш)
Кречунешть, Кречунешті (рум. Crăciunești) — село у повіті Муреш в Румунії. Адміністративний центр комуни Кречунешть.
Село розташоване на відстані 255 км на північний захід від Бухареста, 7 км на південь від Тиргу-Муреша, 81 км на південний схід від Клуж-Напоки, 121 км на північний захід від Брашова.

## Населення
За даними перепису населення 2002 року у селі проживали 2455 осіб.
Національний склад населення села:
| Національність | Кількість осіб | Відсоток |
| -------------- | -------------- | -------- |
| угорці         | 1668           | 67,9%    |
| цигани         | 757            | 30,8%    |
| румуни         | 30             | 1,2%     |

Рідною мовою назвали:
| Мова      | Кількість осіб | Відсоток |
| --------- | -------------- | -------- |
| угорська  | 1547           | 63,0%    |
| циганська | 881            | 35,9%    |
| румунська | 26             | 1,1%     |